# 电视拼接器
电视拼接器指的是，把电视机堆叠起来，组成一个大的电视墙，电视拼接器可以完成把单个电视有序组合成一个电视墙，我们把这样的设备叫做电视拼接器，这种拼接，不同于液晶拼接，电视本身具有驱动电路，目前电视的边框越做越小，电视拼接墙的效果和液晶拼接效果越来越接近，电视拼接就是为DIY而来，